# Estela de Merneptah
L'estela de Merneptah —també coneguda com a estela Israel o estela de la Victòria de Merneptah— és una inscripció de l'antic Egipte durant el regnat del faraó Merneptah (1213-1213 aC), la qual apareix al revers de l'estela, que és de granit. Va ser descoberta per Flinders Petrie el 1896 a Tebes (Egipte).
Aquesta estela és el primer document on apareix el nom d'Israel, ho fa sota el nom d'Isrir.

## Contingut

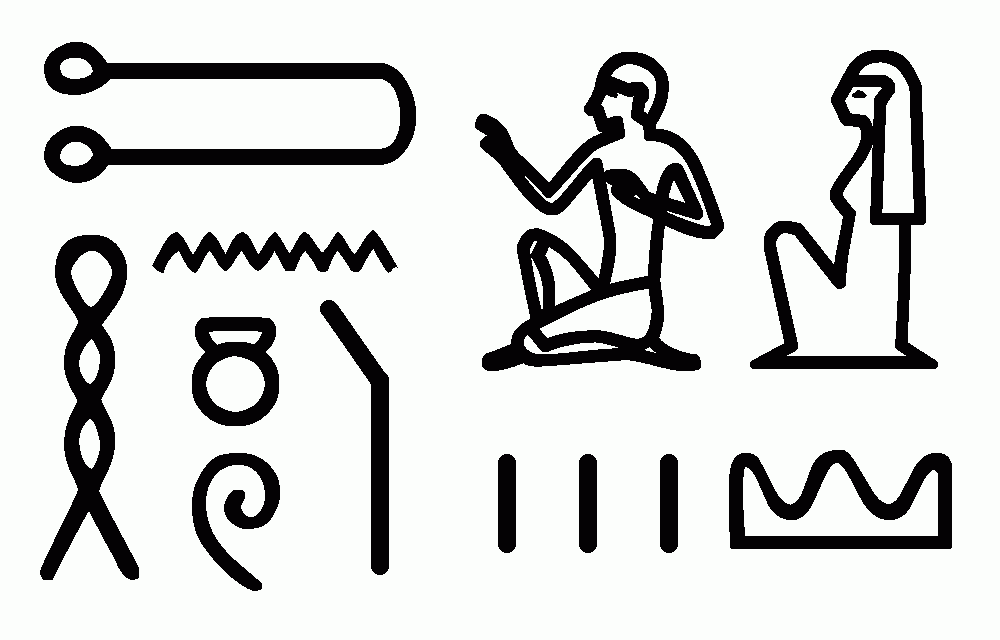
Els libis (Tjeḥenu) són descrits com a estrangers del turons

Aquesta estela negra de granit principalment commemora la victòria en la campanya contra els libis Libu i Meshwesh i els seus aliats els Pobles del mar, però les dues línies finals es refereixen a una campanya militar a Canaan, on Merneptah diu que va vèncer Ashkelon, Gezer, Yanoam i Israel, entre d'altres.
L'estela mesura 3,18 metres d'alt i 1,63 metres d'amplada. El text, principalment, està en prosa amb un final poètic com era habitual en les esteles d'aquell temps. Està datada en Any 5, 3r mes de Shemu (estiu), dia 3 (cap al 1209/1208 aC.).

## Menció a Israel
La menció següent a Israel es troba en l'estela de Mesha del segle ix aC.
Una línia que menciona Israel està junt amb tres altres estats derrotats de Canaan (Gezer, Yanoam i Ashkelon):
"Israel està devastat, erm, sense llavors."
La frase "devastat, erm, sense llavors" és una fórmula usada en altres nacions derrotades. Implica que l'emmagatzemament de llavors s'ha destruït, cosa que implica la fam, l'any següent, i els fa incapaços de lluitar contra Egipte.
| i | i | z · Z1s · Z1s · r | i | A | r · Z1 | T14 | A1 · B1 · Z2s |

| i | i | z · Z1s · Z1s · r | i | A | r · Z1 | T14 | A1 · B1 · Z2s |

| f · k · t | G36 |

| f · k · t | G36 |

| b · n |

| b · n |

| O1 · r · t | N33B · Z2 |

| O1 · r · t | N33B · Z2 |

| f |

| f |

En l'estela, la referència és al poble d'Israel, no pas a l'estat d'Israel; fa servir "gent estrangera".